# Blin (Sprache)
Blin (auch Bilin oder Bilen; Eigenbezeichnung ብሊና b(ə)lina) ist eine kuschitische Sprache, die von 70.000 Menschen um Keren in Eritrea gesprochen wird.

## Sprachsituation
Das Blin steht vor allem mit der benachbarten Sprache Tigre in engem Kontakt. In der Stadt Keren sprechen viele Blin-Sprecher auch Tigre, Tigrinya und Arabisch.
Blin ist als eine von neun „Nationalsprachen“ Eritreas anerkannt, die formell als gleichberechtigt gelten (faktisch haben Tigrinya und Arabisch die weitaus größte Bedeutung als Amtssprachen).

## Phonologie

### Konsonanten
Der Status des ʔ als Phonem ist umstritten. Der Laut ʧ kommt nur in Fremdwörtern vor.
|                        | bilabial | bilabial | labio- dental | labio- dental | alveolar | alveolar | post- alveolar | post- alveolar | palatal | palatal | velar | velar | pha- ryngal | pha- ryngal | glottal | glottal |
| ---------------------- | -------- | -------- | ------------- | ------------- | -------- | -------- | -------------- | -------------- | ------- | ------- | ----- | ----- | ----------- | ----------- | ------- | ------- |
| stl.                   | sth.     | stl.     | sth.          | stl.          | sth.     | stl.     | sth.           | stl.           | sth.    | stl.    | sth.  | stl.  | sth.        | stl.        | sth.    |         |
| Plosive                |          | b        |               |               | t        | d        |                |                |         |         | k     | g     |             |             | (ʔ)     |         |
| Nasale                 |          | m        |               |               |          | n        |                |                |         |         | ŋ     |       |             |             |         |         |
| Vibranten              |          |          |               |               |          | r        |                |                |         |         |       |       |             |             |         |         |
| Frikative              |          |          | f             |               | s        | z        | ʃ              |                |         |         | x     |       | ħ           | ʕ           | h       |         |
| Approximanten          |          |          |               |               |          |          |                |                |         | j       |       |       |             |             |         |         |
| laterale Approximanten |          |          |               |               |          | l        |                |                |         |         |       |       |             |             |         |         |

### Vokale
|                 | vorne | vorne | zentral | zentral | hinten | hinten |
| --------------- | ----- | ----- | ------- | ------- | ------ | ------ |
| ung.            | ger.  | ung.  | ger.    | ung.    | ger.   |        |
| geschlossen     | i     |       | ɨ       |         |        | u      |
| halbgeschlossen | e     |       |         |         |        | o      |
| mittel          |       |       | ə       | ə       |        |        |
| offen           | a     |       |         |         |        |        |

## Schrift
Die äthiopische Schrift wurde von Missionaren im 19. Jahrhundert eingeführt. Es wird größtenteils auch heute benutzt, enthält aber zusätzliche Buchstaben für exklusive Phoneme des Blin:
| Laut    | /h/ | /l/ | /ħ/ | /m/ | /s/ | /ʃ/  | /r/  | /kʼ/ | /b/ | /t/ | /n/ | /ʔ/   | /k/  | /x/  | /w/  | /ʕ/  |
| Zeichen | ሀ   | ለ   | ሐ   | መ   | ሰ   | ሸ    | ረ    | ቀ    | በ   | ተ   | ነ   | አ     | ከ    | ኸ    | ወ    | ዐ    |
| Laut    | /j/ | /d/ | /ʤ/ | /g/ | /ŋ/ | /tʼ/ | /ʧʼ/ | /f/  | /z/ | /ʧ/ | /ʃ/ | /kʷʼ/ | /kʷ/ | /xʷ/ | /ɡʷ/ | /ŋʷ/ |
| Zeichen | የ   | ደ   | ጀ   | ገ   | ጘ   | ጠ    | ጨ    | ፈ    | ዘ   | ቸ   | ቨ   | ቈ     | ኰ    | ዀ    | ጐ    | ⶓ    |